# 1609 Brenda
1609 Brenda è un asteroide della fascia principale del diametro medio di circa 29,64 km. Scoperto nel 1951, presenta un'orbita caratterizzata da un semiasse maggiore pari a 2,5828507 UA e da un'eccentricità di 0,2499863, inclinata di 18,66653° rispetto all'eclittica.
L'asteroide è dedicato alla nipote dello scopritore.